# Typha przewalskii
Typha przewalskii är en kaveldunsväxtart som beskrevs av Boris Vassilievich Skvortsov. Typha przewalskii ingår i släktet kaveldun, och familjen kaveldunsväxter. Inga underarter finns listade i Catalogue of Life.